# Antonio Ollero
Antonio Ollero y Sierra (Sevilla, 16 de marzo de 1877-ibidem, 13 de diciembre de 1966) fue un general y filántropo español.

## Biografía
Entró en la Academia Militar en 1894 y se graduó en 1897. Fue ascendido a primer teniente en 1898. Hacia 1898 se unió a las Conferencias de San Vicente de Paúl, de beneficencia. En las Conferencias, Antonio Ollero se dedicó a dar clases de matemáticas y dibujo.
Estuvo destinado en Cádiz y en El Puerto de Santa María. En 1901 fue destinado a la Real Fábrica de Artillería de Sevilla como jefe de taller.
En 1903 el primer teniente Antonio Ollero y el capitán Juan Rull del Río, ambos ingenieros industriales por haberse graduado como oficiales de Artillería, decidieron crear una fábrica de tuercas, pernos y remaches, con otros accionistas. La fábrica de Ollero, Rull y Compañía comenzó a funcionar en 1905. El motor eléctrico de la fábrica era eléctrico. Para su compra, Antonio Ollero se desplazó a Alemania. Organizó una Sociedad de Socorros Mutuos para los casos de enfermedad, paro y pensiones, con financiación de la empresa total o parcialmente dependiendo de la antigüedad. Los trabajadores participaban de los beneficios de la empresa según su antigüedad y la importancia de su trabajo. Creó un economato para sus obreros, que fue muy positivo durante la carestía que tuvo lugar en España durante la Primera Guerra Mundial (1914-1918).
En 1906 fue ascendido a capitán y destinado a la Subinspección de la Segunda Región Militar. En 1911 fue destinado a la Real Maestranza de Artillería de Sevilla como jefe de labores. En 1902 le fue entregada la Medalla de Alfonso XIII y por esta época también le fueron dadas las Medallas al Mérito Militar con distintivo blanco y la Medalla Conmemorativa del Real Sitio de Zaragoza.
En 1907 se fundó en Sevilla la Junta Diocesana de Acción Social. Antonio Ollero formó parte de la misma y, en 1908, promovió desde allí la creación del Centro Patronal Obrero El Hispalense. En 1910 Antonio Ollero era parte de la junta directiva de la Junta Diocesana de Acción Social.
El Centro El Hispalense creó un economato, una caja de ahorros para fomentar la construcción de viviendas baratas y una caja de socorros mutuos de la que fue presidente honorario entre 1909 y 1910. La caja de socorros mutuos ayudaba económicamente a los obreros en caso de enfermedad. También proporcionaba formación profesional y alfabetización de los niños. El centro intentaba mejorar la calidad de vida de los obreros instruyéndolos en medidas de higiene, con la gimnasia, con las excursiones campestres y con charlas de moral y doctrina católica.
El Centro Corazón de Jesús también se dedicó a mejorar la calidad de vida de los obreros. Tenía como organismo autónomo la Caja de Ahorros La Victoria, que tuvo como presidente honorario a Antonio Ollero, y que llegó a construir 25 viviendas para obreros en el barrio de Santa Justa de Sevilla en 1912, acogiéndose a la Ley de Casas Baratas.
Se casó el 7 de enero de 1912 en Pueblonuevo del Terrible, provincia de Córdoba, con Otilia Miguela Sierra, natural de ese pueblo.
En 1913 fue destinado a Tetuán (Marruecos español) como jefe de taller de reparación de automóviles. En 1914, en el mismo destino, sirvió a las órdenes del Comandante Principal de Artillería, participando en la guerra del Rif. El 2 de agosto participó en la toma de las Kudias de Quitran, Alto y Bajo, el 22 de agosto  mandó una columna de protección de dos piezas de artillería a las posiciones de Quitran y el 30 de agosto participó en la ocupación de Irarduy. En diciembre de 1914 fue destinado a la Maestranza de Artillería de Sevilla, pero continuó voluntariamente en Tetuán como jefe del Depósito de Municiones hasta febrero de 1915.
En 1918 fue ascendido a comandante y desempeñó el cargo de mayor del Tercer Regimiento de Artillería. En 1920 pasó al Segundo Regimiento de Artillería, donde permaneció hasta 1923. En esta etapa recibió la Medalla Militar de Marruecos y la Cruz de San Hermenegildo.
En 1909 se creó la Unión Comercial, de la que Antonio Ollero fue miembro. Consiguió que aportase los fondos necesarios, junto con la Caja Postal, para la Creación de la Caja de Pensiones y Ahorro de la Unión Comercial en 1917. Esta organización fue el germen del Instituto Nacional de Previsión en Andalucía.
En 1921 fue uno de los fundadores de la Caja de Seguros Sociales y de Ahorros de Andalucía Occidental. En 1924 esta organización aprobó la petición de Antonio Ollero de construir una barriada, el Retiro Obrero, acogiéndose a los beneficios de la Ley de Casas Baratas. En este proyecto coincidieron Antonio Ollero, coordinador de la institución de Retiro Obrero en Sevilla, Amante Laffón, del Real Patronato de Casas Baratas, y el arquitecto José Gómez Millán, que tenía experiencia en construcciones sociales como el hospital de la Cruz Roja. Todos ellos impulsaron este barrio, considerado como pionero en Sevilla, con altas calidades y con calles de no menos de 8 metros de ancho. Tenía espacios comunes, como economato, escuela, iglesia, casa de baños, piscina, dispensario, etcétera. Estos equipamientos no eran habituales entonces.
En 1925 fue promovido a teniente coronel.
Desde la creación de su fábrica fue consciente de la importancia de la formación profesional. En 1929 fue nombrado presidente del Patronato de Formación Profesional. Gestionó la fundación de una residencia en la que pudiesen estudiar en régimen de internado los alumnos de los pueblos. Por esta labor le fue concedida la Medalla al Mérito del Trabajo de Plata de Primera Categoría en 1929.
La viuda del también filántropo Felipe Benito y Just dejó en su testamento fondos para la construcción de unas escuelas que llevasen el nombre de su marido. Para realizarlas se constituyó un patronato, dirigido por Antonio Ollero. Las escuelas fueron construidas en la Avenida de Miraflores.
En 1934 fue nombrado vicepresidente primero de la Asociación Sevillana de Caridad.
En 1940 fue nombrado general de brigada honorífico.
Entre 1942 y 1944 presidió una comisión gestora de la Hermandad de la Macarena.
En 1944 pasó a ser académico de número de la Academia Sevillana de Buenas Letras.
En 1944 fue nombrado vicepresidente primero del Patronato de Protección a la Mujer en Sevilla.
En 1945 se hizo hermano de la Hermandad de la Caridad de Sevilla.
El 28 de febrero de 1950 fue nombrado presidente del Consejo Provincial de la Delegación del Instituto Nacional de Previsión de Córdoba y el 5 de diciembre jefe provincial del Seguro Obligatorio de Enfermedad en la provincia de Córdoba.
En 1967 el Ayuntamiento de Sevilla le puso a una calle de la ciudad el nombre de General Ollero.